# 小田原市立前羽小学校
小田原市立前羽小学校（おだわらしりつ まえはしょうがっこう）は、神奈川県小田原市前川にある公立小学校。

## 学校教育目標
出典
郷土を愛し、ともに学び合い、心豊かに、たくましく生き抜く子供の育成

## 沿革
- 1873年（明治6年）5月1日 - 常念寺に「崇廣館」創立[2]。
- 1875年（明治8年） - 「前川小学校」と改称[2]。
- 1886年（明治19年）2月1日 - 町村制実施に際し、下中村・国府津村分校独立、前川村・羽根尾村を合して前羽村発足、「前羽小学校」と改称[2]。
- 1891年（明治24年）4月 - 現在地に移転[2]。
- 1892年（明治25年） - 「尋常前羽小学校」に改称[2]。
- 1921年（大正10年）4月25日 - 「尋常高等前羽小学校」に改称[2]。
- 1923年（大正12年）4月1日 - 「前羽尋常高等小学校」に改称[2]。
- 1941年（昭和16年）4月 - 「前羽国民学校」に改称[2]。
- 1947年（昭和22年）4月 - 「前羽村立前羽小学校」に改称[2]。
- 1953年（昭和28年）10月17日 - 開校80周年記念式典挙行[2]。
- 1955年（昭和30年）4月1日 - 橘町誕生、「橘町立前羽小学校」に改称[2]。
- 1963年（昭和38年）11月1日 - 開校90周年記念式典挙行[2]。
- 1971年（昭和46年）4月1日 - 橘町が小田原市と合併し、「小田原市立前羽小学校」に改称[2]。
- 1973年（昭和48年）11月11日 - 開校100周年記念祭を挙行[2]。
- 1983年（昭和58年）4月30日 - 開校110周年記念式を挙行[2]。
- 1994年（平成6年）3月1日 - 開校120周年記念文集発刊[2]。
- 2003年（平成15年）5月1日 - 開校130周年を祝う行事を実施（河津桜5本を記念樹とする）[2]。
- 2013年（平成25年）5月1日 - 開校140周年を祝う行事を実施（屋内運動場舞台幕を記念品とする）[2]。

## アクセス
- 国府津駅から、国道1号を歩いて19分[3]
- 神奈中バス国4～国6系統「小学校前」停留所下車。（国4：国府津駅から橘団地行／国5：テクノパーク経由橘団地行（平日のみ運行）／国6：テクノパーク循環国府津駅行バスで約3分。）